# 哈山
哈山（1633年—1719年），字公魯，富察氏，滿洲鑲红旗，清朝政治人物、清朝刑部尚書。
曾任吏部左侍郎。康熙五十年十一月丙戌，接替齊世武，擔任清朝刑部尚書，后革。由賴都接任。
子富明安，官湖广总督，谥恭恪；女儿富察氏，嫁多羅克勤郡王岳託曾孙奉国将军蘭鼐。